# Habitatges dels masovers de l'Estrella
Els Habitatges dels masovers de l'Estrella és una obra de Llorenç del Penedès (Baix Penedès) inclosa a l'Inventari del Patrimoni Arquitectònic de Catalunya. Estan a prop de la Masia l'Estrella.

## Descripció
Ambdós habitatges sembla que són de construcció més o menys paral·lela. El de la dreta, situat més endarrere, presenta una porta d'arc de mig punt dovellat i una finestra rectangular a la planta baixa. Al pis noble s'observen dues finestres i un rellotge de sol. L'habitatge de l'esquerra té també dues plantes. Els baixos tenen una porta d'arc de mig punt. La planta noble consta de tres finestres d'arc rebaixat.